# Stefano Manici
Stefano Manici (Parma, 10 luglio 1973) è un pilota motociclistico italiano, pluricampione italiano di velocità in salita.

## Biografia
Originario di Neviano degli Arduini, inizia a gareggiare nel 1992, all'età di diciotto anni, a Sanremo a con una Honda RC30 nella categoria 750 Sport Production e in quell'anno vince il suo primo Campionato Italiano Velocità in Salita nella classe 600 Open. Nel 1993 corre in Sport Production ma abbandona le gare in pista a causa di un infortunio alla spalla.
Oltre ai 22 campionati nazionali Manici è stato Campione Regionale Toscano di salita classe Open nel 1997 e nel 1998; Campione Regionale Piemontese di salita classe Open nel 2003, 2004, 2005, 2006 e 2007.
In tutte le gare cui partecipa viene seguito da moglie e figli che svolgono un ruolo attivo nel suo team
Dal 2009 al 2019è rimasto imbattuto nelle gare svolte nella classe Naked.
Nel 2024, a 51 anni, ha conquistato il suo ventiduesimo titolo italiano sulla sua Bmw 1000 4 tempi del Manici Racing Team, affiliato al Moto Club Ducale, nel campionato moto velocità salita, categoria Naked. Nell'occasione ha preceduto in classifica il compagno di scuderia Marco Giovannoni.